# Commensodorum commensalis
Commensodorum commensalis är en ringmaskart som först beskrevs av Lützen 1961.  Commensodorum commensalis ingår i släktet Commensodorum och familjen Sphaerodoridae. Arten är reproducerande i Sverige. Inga underarter finns listade i Catalogue of Life.